# أبييي هوارد هنت ستيوارت
أبييي هوارد هنت ستيوارت (بالإنجليزية: Abbie Howard Hunt Stuart) هي ناشطة حق المرأة بالتصويت ‏ أمريكية، ولدت في 28 أكتوبر 1840 في بوسطن في الولايات المتحدة، وتوفيت في 5 يناير 1902 في سان فرانسيسكو في الولايات المتحدة.